# Pédernec
Pédernec (bretonisch: Pederneg) ist eine französische Gemeinde mit 1.891 Einwohnern (Stand: 1. Januar 2022) im Département Côtes-d’Armor in der Region Bretagne. Sie gehört zum Arrondissement Guingamp und zum Kanton Bégard. Die Einwohner werden Pédernecois und Pédernecoises genannt.

## Geographie
Pédernec liegt etwa neun Kilometer nordwestlich von Guingamp und 25 Kilometer südöstlich von Lannion am Menez Bré, einer der höchsten Erhebungen in der Bretagne mit 302 Metern. Umgeben wird Pédernec von den Nachbargemeinden Bégard im Norden und Nordwesten, Saint-Laurent im Norden und Nordosten, Plouisy im Osten, Tréglamus im Süden und Südosten sowie Louargat im Westen und Südwesten.
Durch die Gemeinde führt die frühere Route nationale 167 (heute: D767). Der Bahnhof der Gemeinde liegt an der Bahnstrecke Paris–Brest.

## Bevölkerungsentwicklung
| Jahr                      | 1962 | 1968 | 1975 | 1982 | 1990 | 1999 | 2006 | 2011 | 2020 |
| Einwohner                 | 1712 | 1629 | 1527 | 1664 | 1633 | 1654 | 1797 | 1919 | 1856 |
| Quelle: Cassini und INSEE |      |      |      |      |      |      |      |      |      |

## Sehenswürdigkeiten
Siehe auch: Liste der Monuments historiques in Pédernec
- Menhir von Minhir, 6,75 Meter großer, aufrechter Menhir, seit 1889 als Monument historique klassifiziert
- Archäologische Ausgrabungen in Trézéan, seit 1958 teilweise als Monument historique klassifiziert
- Pfarrkirche Saint-Pierre mit Ursprüngen aus der ersten Hälfte des 16. Jahrhunderts, Kapelle Des Fonts, Flügel des Querschiffs und Sakristei seit 1970 als Monument historique eingeschrieben
- Kapelle Saint-Hervé auf dem Menez Bré, Vorhalle und Glockenturm aus dem 17. Jahrhundert, seit 1962 als Monument historique klassifiziert
- Kapelle Notre-Dame-de-Lorette aus dem 17. Jahrhundert, seit 1928 als Monument historique eingeschrieben
- Kapelle Sainte-Maudez
- Kapelle Sainte-Anne in Conery aus dem 16. Jahrhundert
- Herrenhaus von Kermataman, erbaut 1584, seit 2005 als Monument historique klassifiziert
- Herrenhaus von Run an Goff aus dem 18. Jahrhundert, Hauptgebäude 1832 errichtet
- Herrenhaus in Pédernec, vermutlich aus dem 17. Jahrhundert
- Herrenhaus von Le Quinquis, aus dem 16. und 17. Jahrhundert

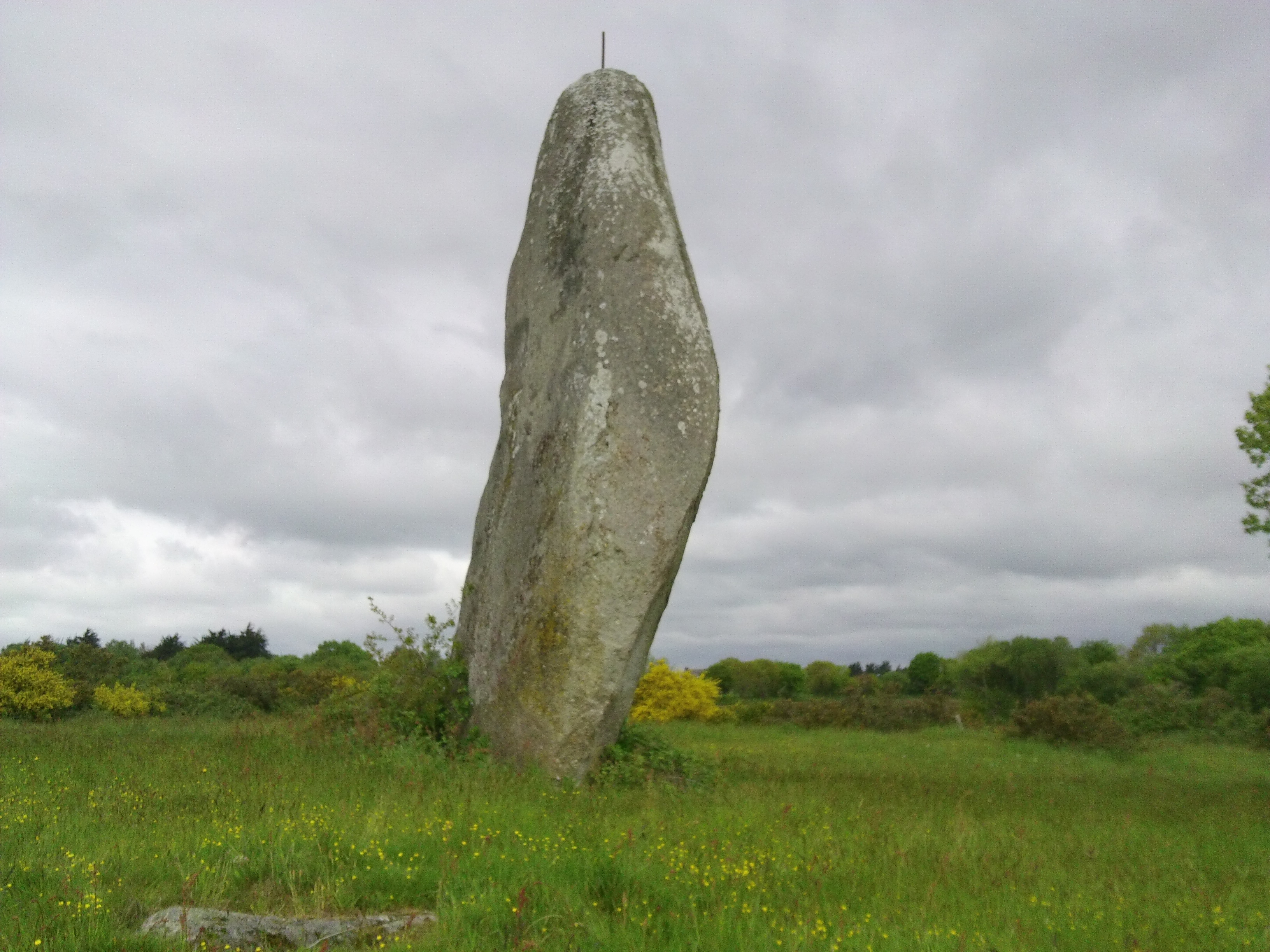
Menhir Le Minhir
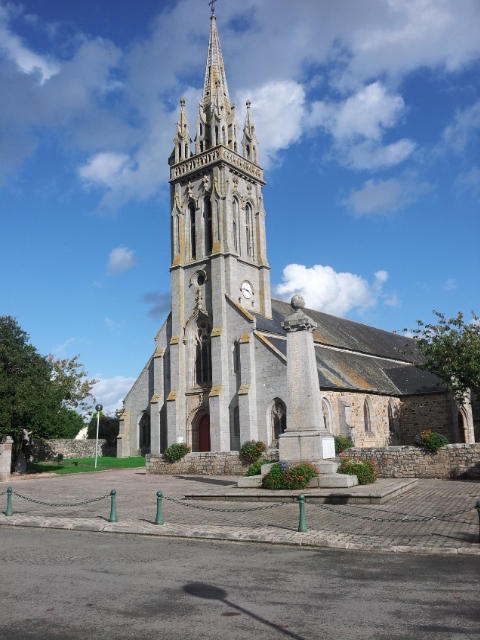
Kirche Saint-Pierre
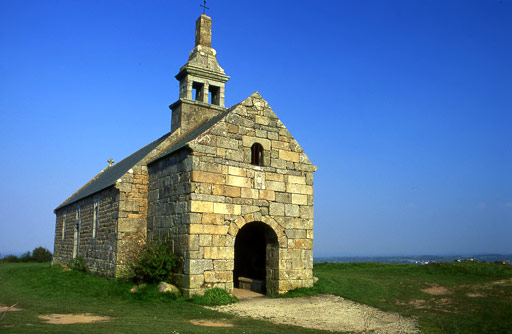
Kapelle Saint-Hervé
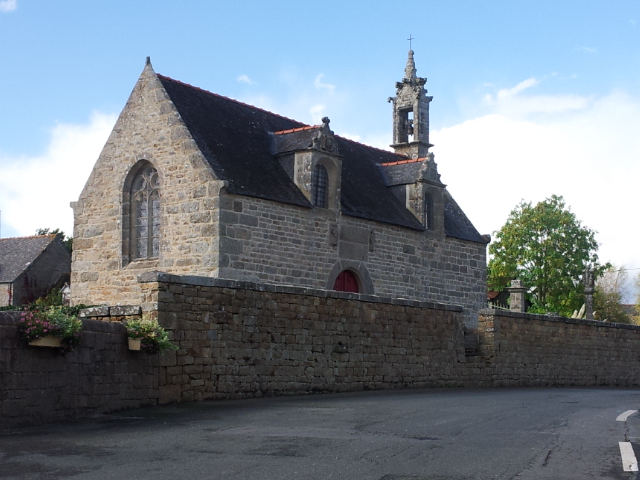
Kapelle Notre-Dame-de-Lorette
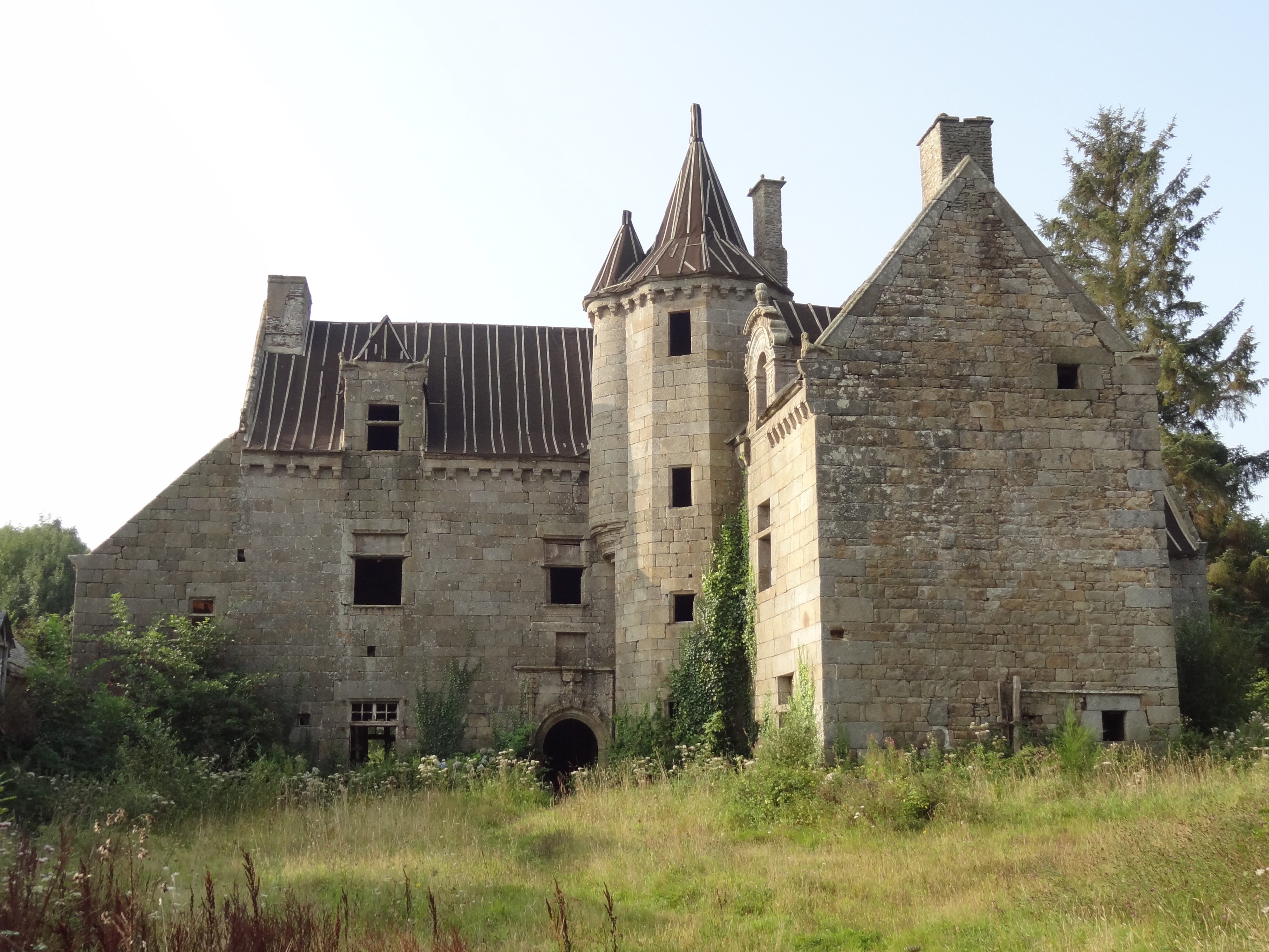
Herrenhaus von Kermataman